# Claude Lorrain
Claude Gellée, més conegut en català com a Claudi de Lorena (en francès Claude Lorrain, pronunciat [klod lɔ.ʁɛ̃]) (Chamagne, Lorena, entre 1600 i 1605 – Roma, Estats Pontificis, 23 de novembre de 1682), va ser un pintor francès establert a Itàlia. Va viure al període de l'art barroc, dins del qual es va emmarcar en el corrent anomenat classicisme, on va destacar com a paisatgista. De la seva extensa producció subsisteixen avui dia 51 gravats, 1200 dibuixos i uns 300 quadres.
De disposició manyaga, era de caràcter reservat i totalment dedicat al seu ofici. Quasi desproveït d'educació, es va dedicar a l'estudi de temes clàssics, i va forjar per si mateix la seva fortuna, des d'un inici humil fins a assolir el cim de l'èxit personal. Es va obrir camí en un ambient de gran rivalitat professional, que malgrat tot li va portar a tractar amb nobles, cardenals, papes i reis. La seva posició dins de la pintura de paisatge és de primer ordre, fet remarcable per la circumstància que en l'àmbit anglosaxó —on la seva obra va ser molt valorada i inclús va influir en la jardineria anglesa— sigui únicament conegut pel seu nom de pila, Claude, igual que artistes com Miquel Àngel, Rafael o Rembrandt. Gran innovador dins del gènere paisatgístic, ha sigut qualificat com el «primer paisatgista pur».
Lorrain va reflectir en la seva obra un nou concepte en l'elaboració del paisatge —l'anomenat «paisatge ideal»—, que cobra una nova significació basada en els seus referents clàssics, i que traslluu una concepció ideal de la natura i del món interior de l'artista, alhora que assumeix un nou caràcter diferenciat, elevant-lo a una categoria en què el paisatge és l'objecte de la recreació de l'artista, el reflex de la seva concepció del món, l'intèrpret de la seva poesia, evocadora d'un espai ideal, perfecte.
Un dels elements més significatius en l'obra de Lorrain és la utilització de la llum, a la qual atorga una importància primordial a l'hora de concebre el quadre: la composició lumínica serveix en primer lloc com a factor plàstic, per ser la base amb la qual organitza la composició, amb la qual crea l'espai i el temps, amb la qual articula les figures, les arquitectures, els elements de la natura; en segon lloc, és un factor estètic, al destacar la llum com a principal element sensible, com el mitjà que atrau i envolta l'espectador, i el condueix a un món de somni, un món d'ideal perfecció recreat per l'ambient de total serenitat i placidesa que Claude crea amb la seva llum.
L'obra de Lorrain expressa un sentiment quasi panteista de la natura, que és noble i ordenada com la dels referents clàssics de què es nodreix l'opus lorenià, però tot i així lliure i exuberant com la natura salvatge. Recrea un món perfecte aliè al pas del temps, però d'índole racional, plenament satisfactori per la ment i l'esperit. Segueix aquell antic ideal d'ut pictura poesis, en què el paisatge, la natura, tradueixen un sentit poètic de l'existència, una concepció lírica i harmonitzada de l'univers.
| «        | Claudi coneixia el món amb el cor fins a l'últim detall. Se servia del món per expressar el que sentia a l'ànima. Això és el vertader idealisme! | » |
| — Goethe | |   |

## Biografia

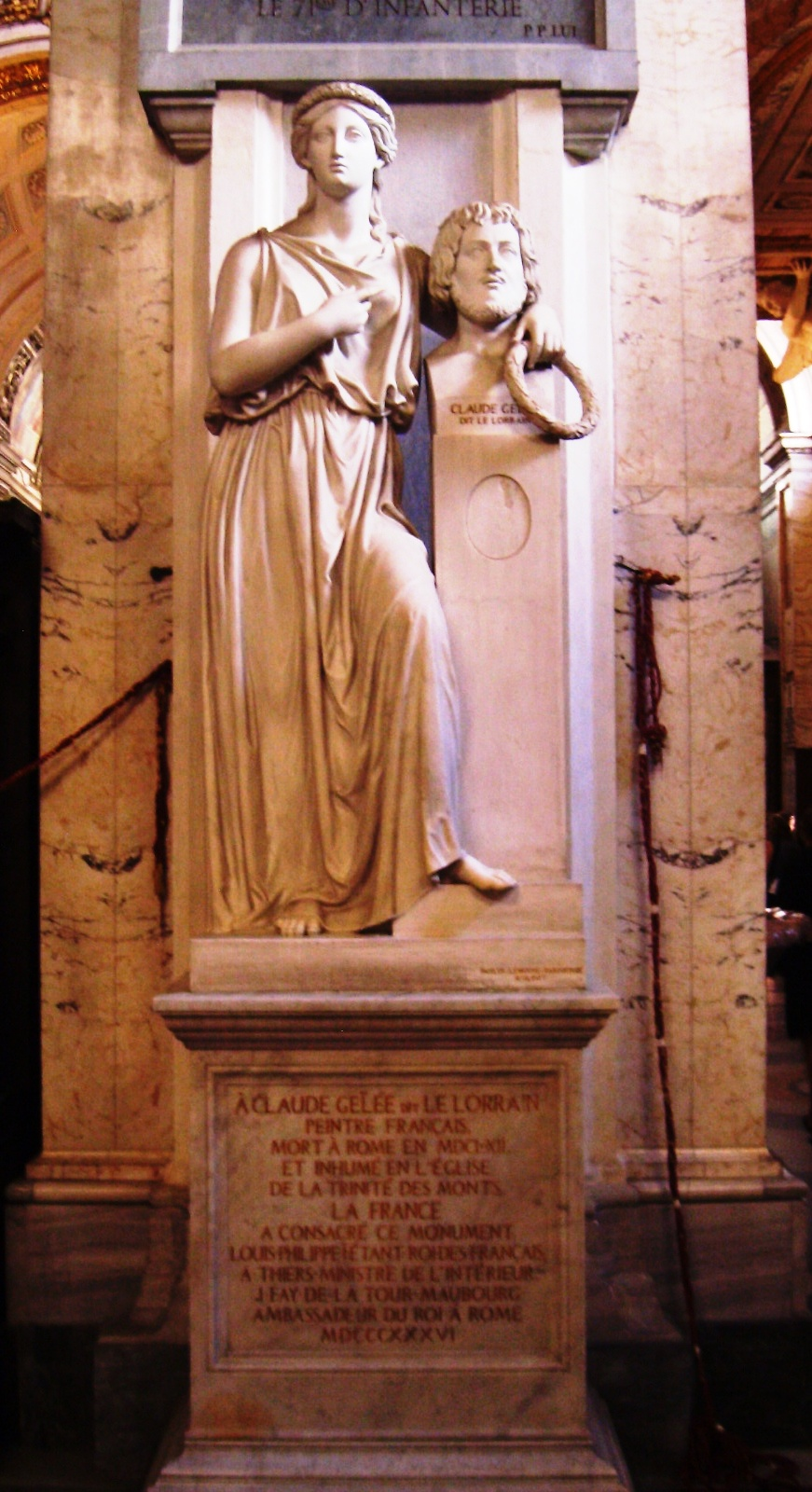
Monument fúnebre de Lorrain, a l'Església de Sant Lluís dels Francesos (Roma).

La vida de Lorrain és coneguda principalment pels seus dos primers biògrafs: el pintor alemany Joachim von Sandrart (Die Deutsche Akademie, 1675), que va conviure amb ell a Roma; i el filòleg i historiador Filippo Baldinucci (Notizie de' professori del disegno da Cimabue in qua, 1681-1728), que va obtenir informació dels nebots de l'artista. Claude va néixer el 1600 a Chamagne, prop de Lunéville, al sud de Nancy, en el ducat de Lorena, llavors una regió independent. Va ser fill de Jean Gellée i Anne Pedrose, d'origen camperol però amb una posició acomodada, i va ser el tercer de set fills. Orfe des del 1612, va passar una breu estança amb el seu germà major a Friburg de Brisgòvia; aquest, escultor en fusta especialitzat en marqueteria, li va ensenyar els rudiments del dibuix. El 1613 va viatjar a Roma, on va treballar de pastisser, ofici tradicional lorenès, i va entrar al servei d'Agostino Tassi, pintor paisatgista tardomanierista, del qual posteriorment va ser deixeble.
Entre 1619 i 1621 es va establir a Nàpols, on va estudiar pintura amb Gottfried Wals, pintor originari de Colònia. El 1625 va iniciar un viatge per Loreto, Venècia, Tirol i Baviera, i va tornar al seu lloc d'origen, on es va establir a Nancy durant un any i mig. Aquí va col·laborar com ajudant de Claude Deruet, pintor de la cort ducal, i va treballar en els frescos de l'església dels Carmelites de Nancy (avui perduts). En darrer lloc, el 1627 va tornar a Roma, ciutat on va romandre la resta dels seus dies. De vida tranquil·la i ordenada, un cop establert a Roma tan sols va canviar de domicili en una ocasió, del carrer Margutta al carrer Paolina (actual Via del Babuino). Tot i que es va mantenir solter, va tenir una filla natural, Agnese, amb la qual va conviure juntament amb dos nebots vinguts igualment de Lorena, Jean i Joseph Gellée.
En els anys 1630 va començar a consolidar-se com a pintor. En aquesta època va fer paisatges inspirats en el camp romà, d'aire bucòlico-pastoral. Signava els quadres com a le lorrain («el lorenès»), per la qual cosa va començar a ser conegut com a Claude Lorrain. A Roma va contactar amb Joachim von Sandrart i altres estrangers establerts a la seu papal (Swanevelt, Poelenburgh, Breenbergh), amb els quals es va introduir en la pintura paisatgista. També va fer amistat amb Nicolas Poussin, un altre francès instal·lat a Roma. De mica en mica va anar millorant la seva posició, per la qual cosa va poder agafar al seu servei un ajudant, Gian Domenico Desiderii, qui va treballar amb ell fins al 1658.

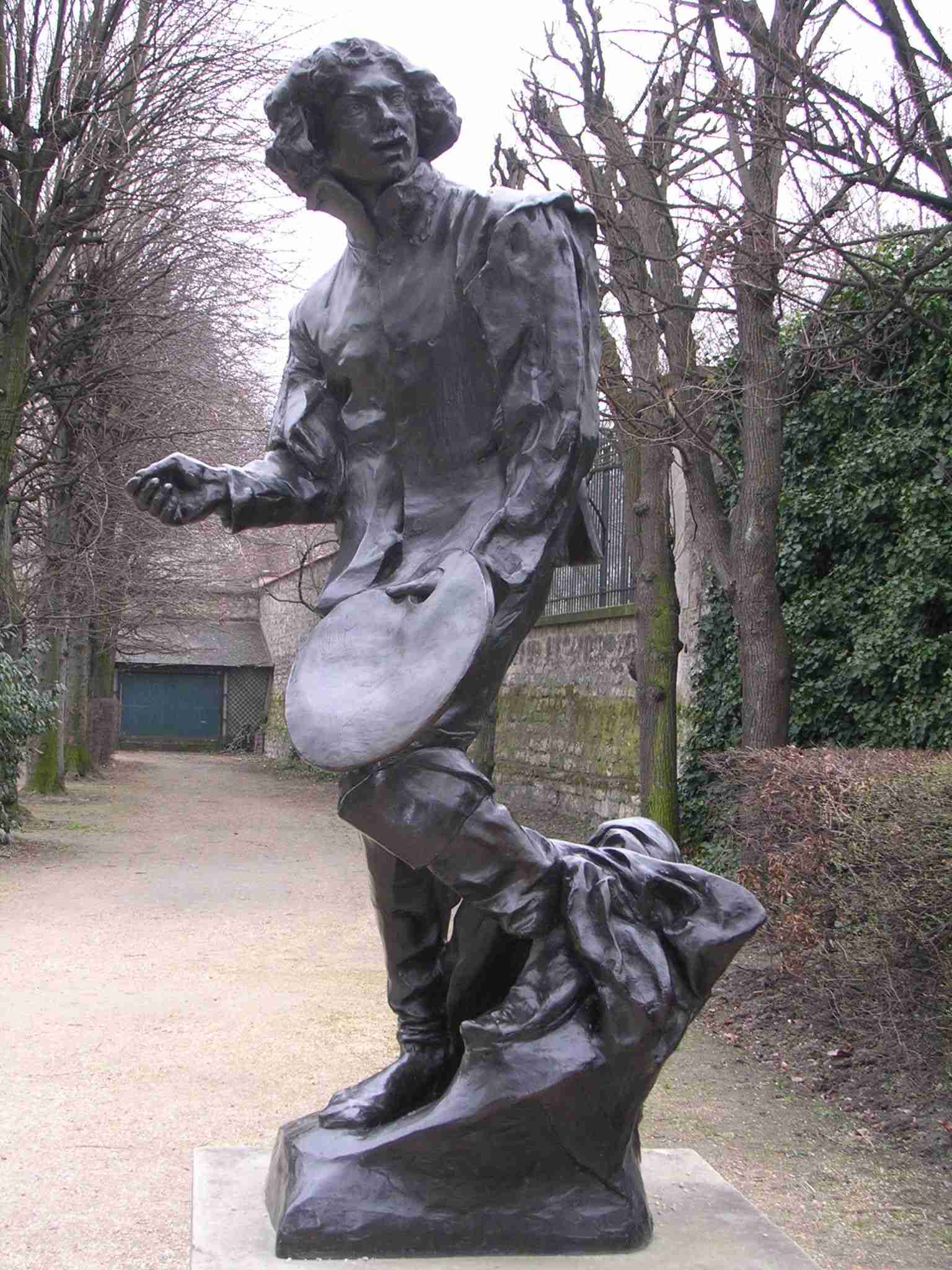
Monument a Claude Lorrain, d'Auguste Rodin, Parc de la Pépinière, Nancy.

Cap al 1630 va pintar diversos frescos als palaus Muti i Crescenzi de Roma, tècnica que malgrat tot no va tornar a utilitzar. Per aquell temps va començar a gaudir de certa fama als cercles artístics de Roma, per la qual cosa va rebre encàrrecs de personatges prominents, i va ser apadrinat pel cardenal Bentivoglio, qui el va presentar al papa Urbà VIII, el qual li va encarregar dues obres: Paisatge amb dansa camperola (1637, Col·lecció Comte de Yarborough) i Vista de port (1637, Col·lecció Duc de Northumberland, Alnwick Castle). També van ser mecenes seus els cardenals Fabio Chigi i Giulio Rospigliosi, que més tard serien papes com a Alexandre VII i Climent IX. Durant tota la seva vida va pintar principalment per la noblesa i la clerecia, i va rebre encàrrecs de tot Europa, principalment França, Espanya, Gran Bretanya, Flandes, Països Baixos i Dinamarca. Era tanta la demanda d'obres de Lorrain que el 1665 un marxant va haver de confessar al col·leccionista Antonio Ruffo —comitent de diverses obres de Rembrandt— que «no hi ha esperança d'aconseguir una obra de Claude; no li bastaria una vida per a satisfer els seus clients».
La seva fama era tal que li van sortir imitadors —com Sébastien Bourdon—, fet pel qual el 1635 va iniciar el Liber Veritatis (Museu Britànic), un quadern de dibuixos on deixava constància de totes les seves composicions, per a evitar les falsificacions. Consta de 195 dibuixos, on va copiar la composició de les seves obres, descrites fins a l'últim detall, el client per al que havia sigut pintat i els honoraris que havia cobrat. El 1634 va ingressar en l'Accademia di San Luca, i el 1643 en la Congregazione dei Virtuosi, una societat literària fundada el 1621 pel cardenal Ludovisi.
El 1636 va fer un nou viatge a Nàpols i, l'any següent, va rebre un encàrrec de l'ambaixador d'Espanya a Roma, el marquès de Castel Rodrigo, d'una sèrie d'aiguaforts titulada Focs Artificials. Potser per recomanació d'aquest, Claude va rebre un encàrrec de Felip IV per al Palau del Buen Retiro a Madrid, per a decorar la Galeria de Paisatges, juntament amb obres d'artistes coetanis com Nicolas Poussin, Herman van Swanevelt, Jan Both, Gaspard Dughet i Jean Lemaire. Lorrain va fer vuit quadres monumentals, en dos grups: quatre de format longitudinal (1635-38) i quatre de format vertical (1639-41). El programa iconogràfic, pres de la Bíblia i Històries dels sants, va ser elegit pel comte-duc d'Olivares, qui dirigia les obres. El 1654 va rebutjar el càrrec de rector principal de l'Accademia di San Luca, per viure a plenament dedicat a la seva professió. Afectat de gota des del 1663, els seus darrers anys va pintar cada cop menys quadres, i va derivar cap a un estil més serè, personal i poètic.
Va morir a Roma el 23 de novembre de 1682, i va ser enterrat a l'església de la Trinità dei Monti, amb grans mostres de respecte i admiració de la societat del seu temps. El 1840 les seves despulles van ser traslladades a l'Església de Sant Lluís dels Francesos, on actualment reposa.
El 1892 l'escultor Auguste Rodin va fer una estàtua en bronze de Claude Gellée que es troba al Parc de la Pépinière a Nancy. Un liceu i un carrer porten el seu nom a Épinal, així com un col·legi i un carrer (quai Claude Le Lorrain) a Nancy.

## Estil

### El paisatge clàssic

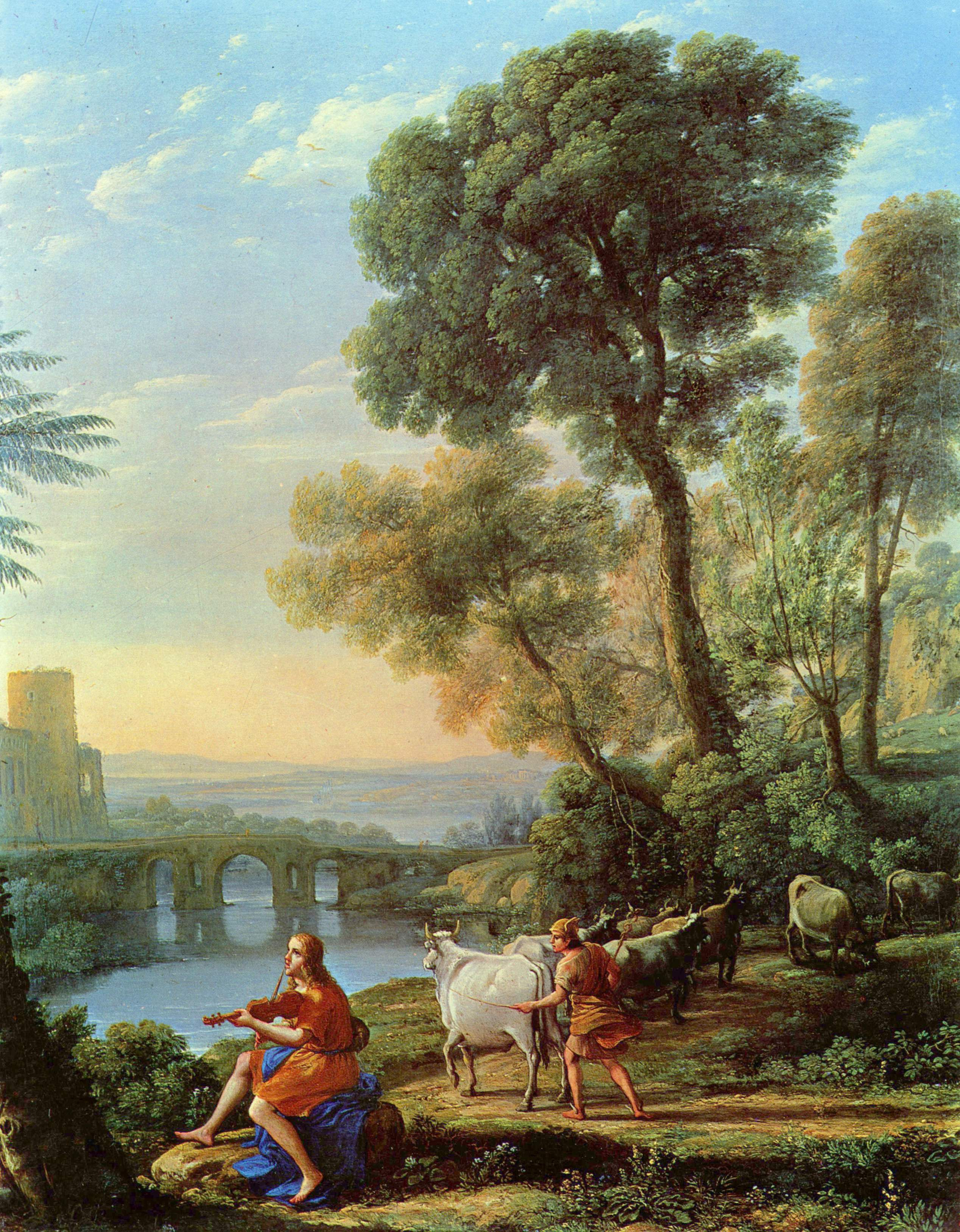
Paisatge amb Apol·lo custodiant els ramats d'Admet i Mercuri robant-los-hi (1645), Palazzo Doria-Pamphili, Roma.

L'especialitat indiscutible de Lorrain va ser el paisatge, d'ambientació sovint religiosa o mitològica. Claude tenia una visió idealitzadadel paisatge, que lligava el culte a l'antiguitat clàssica juntament amb una actitud de profunda reverència envers la natura, que mostra en tot moment una serenitat i placidesa que reflecteixen un esperit evocador, la idealització d'un passat mític, perdut però recreat per l'artista amb un concepte de perfecció ideal. Integrat des de jove en la pintura paisatgística pels seus mestres Tassi i Wals, va rebre també la influència d'altres dos pintors nòrdics establerts a Roma: Adam Elsheimer i Paul Brill. Ambdós autors havien creat a l'entorn romà l'interès pel paisatge terrestre i la marina, als quals s'atorgava tot el protagonisme de l'obra, mentre que els personatges jugaven un paper secundari. Claude va adquirir dels seus mestres una preferència pel paisatge líric, amb panorames amplis i ruïnes o arquitectures per a emfasitzar l'ambient clàssic, on té un gran protagonisme l'estudi de la llum. El seu primer quadre en aquest gènere fou Paisatge pastoral (1629, Philadelphia Museum of Art), signat i datat CLAVDIO I.V ROMA 1629.
Brill i Tassi havien desenvolupat a Roma un estil de paisatge tardomanierista, amb una articulació del primer terme en marró fosc, un segon pla en verd més clar i un horitzó poblat generalment de turons d'un color blavenc, en una composició quasi teatral, a la que donava entrada un arbre fosc en primer terme. La composició s'establia en forma de coulisse, amb la intenció de generar una sensació d'allunyament, de distància infinita. Elsheimer havia iniciat aquest estil de tipus manierista en el paisatge, però de forma diferent, ja que explotava els recursos poètics que ofereix la llum il·luminant tot un paisatge, així com els efectes sensacionals de l'alba i el capvespre. Claude va desenvolupar aquests efectes introduïts per Elsheimer, tot i que no a través de forts clarobscurs, com feia el pintor alemany, sinó enriquint l'atmosfera amb una boirassa daurada produïda per la llum solar. En les primeres pintures Lorrain va imitar aquests models, com al Molí de 1631 (Museum of Fine Arts, Boston), amb l'arbre fosc a l'esquerra, figures en primer terme —a l'estil de Brill—, una torre a la dreta, arbres en segon terme i els monts al fons.
Lorrain es va inspirar en els paisatges de to líric de Tassi, Elsheimer i Brill, però també va beure d'altres fonts: en el segle xvii la pintura de paisatge va cobrar un estatut d'autonomia propi, no tan sols a Holanda —on es va iniciar com a gènere—, sinó a la resta d'Europa. Al voltant del 1600 van aparèixer a Roma els primers estudis de paisatge en les obres d'Elsheimer i Brill, però també en les composicions de tipus idealista d'Annibale Carracci, l'obra del qual La fugida a Egipte pot considerar-se el punt de partida del paisatge clàssic. Més tard, Salvator Rosa arribaria a esbossar un primer tempteig de transcripció romàntica de la natura. A Holanda, el paisatgisme varia entre els intèrprets d'un cert realisme i els seguidors de l'estil italià, juntament amb les personals composicions de Seghers i Rembrandt. També a Flandes la figura de Rubens oferia un poderós punt d'atracció, amb els seus paisatges de vistes panoràmiques i nodrida figuració.

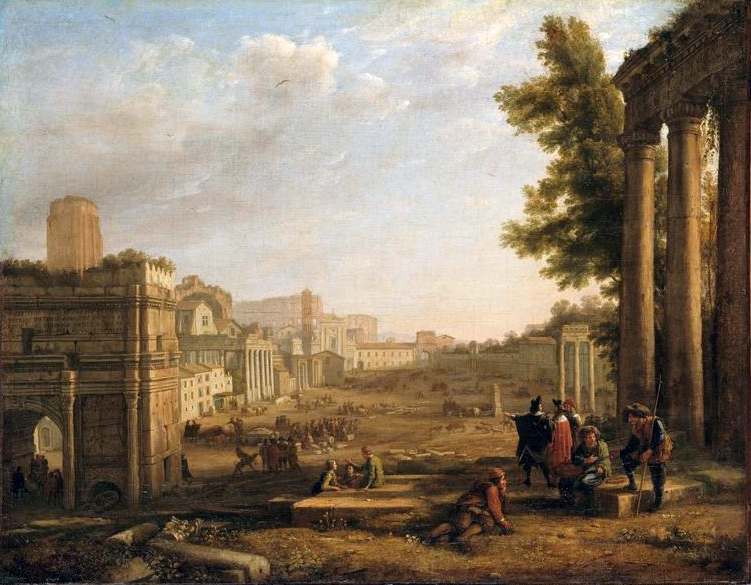
El Campo Vaccino (1636), Museu del Louvre, París.

A Itàlia, diversos punts de referència s'oferien a la visió de Lorrain: un primer camí cap a una interpretació poètica i idealitzada de la natura es va donar a Venècia amb autors com Giorgione, Tiziano i Veronese, els quals es van nodrir de les fonts clàssiques per crear una primera visió classicista del paisatge; d'igual manera Carracci, Domenichino i altres Incamminati de l'Escola Bolonyesa, junt amb conceptes rafaelescs, van aportar a Lorrain una visió enaltida de l'Antiguitat. D'educació primària, la traducció que aquests autors van fer dels ideals del passat en clau moderna va ser essencial per a la seva formació.
A partir de les seves primeres influències (Brill, Elsheimer, classicistes bolonyesos i l'escola veneciana del Cinquecento), Lorrain va iniciar un camí a part, experimentant i renovant, fins a assolir un estil propi, imitat i admirat fins als nostres dies. Va tenir un estret contacte amb artistes francesos i holandesos, com ara Poussin, Pieter van Laer (il Bamboccio), Jacques Callot, Sandrart, Swanevelt i Breenbergh, amb els quals —segons Sandrart— anava a pintar paisatges presos del natural. Tan constantment comparats, Poussin i Lorrain eren bastant diferents: Poussin era un pintor intel·lectual, amb coneixements de teoria de l'art, filosofia i història antiga; en canvi Claude, illetrat en principi, era autodidacta, d'escassa cultura però amb una extraordinària percepció visual i una gran sensibilitat. Les seves diferències s'albiren fins i tot en els seus comitents: Poussin tenia molts clients entre la burgesia francesa i italiana; Lorrain es va vincular més al cercle eclesiàstic i de les famílies nobles, en l'aristocràcia romana.
Claude es va emmarcar així en un estil de paisatge molt específic: el «paisatge ideal», el qual reflecteix la realitat d'una forma més intel·lectual, a través d'una interpretació emocional de la natura, que és sotmesa a un procés de perfeccionament per aconseguir efectes més purs, atorgant-li un sentit de la bellesa i una sensació d'equilibri i serenitat que són fidel reflex dels ideals de l'artista. El paisatge clàssic pren les seves referències, en no tenir models deixats pels antics, de la literatura clàssica, de la poesia bucòlica que des dels temps de Teòcrit havia donat un gènere d'obres inspirades en l'evocació de la natura. Lorrain va evocar així el món de les Èglogues i Geòrgiques de Virgili, de Les metamorfosis d'Ovidi, de forma que el paisatge es converteix en un escenari ideal per a l'evocació d'antigues epopeies, drames històrics i faules mitològiques. L'estudi de la natura servia així d'al·licient per la fantasia creadora, per al reflex d'un món interior, del propi caràcter de l'artista. Malgrat tot, el paisatge no va ser per Claude una simple fórmula per aplicar en tot moment a la natura, com posteriorment seria per alguns dels seus imitadors, com Van Bloemen o Locatelli; en canvi, va ser un intèrpret de la natura, i va reflectir en cada quadre quelcom més que la seva percepció visual: el seu sentiment intern. Per als seus paisatges es va inspirar especialment en el món rural romà, en les panoràmiques d'Òstia, Tívoli i Civitavecchia, en els palaus urbans i les ruïnes llatines, en el litoral tirrè i la costa del golf de Nàpols, des de Sorrento fins a Pozzuoli, i en les illes de Capri i Ischia.

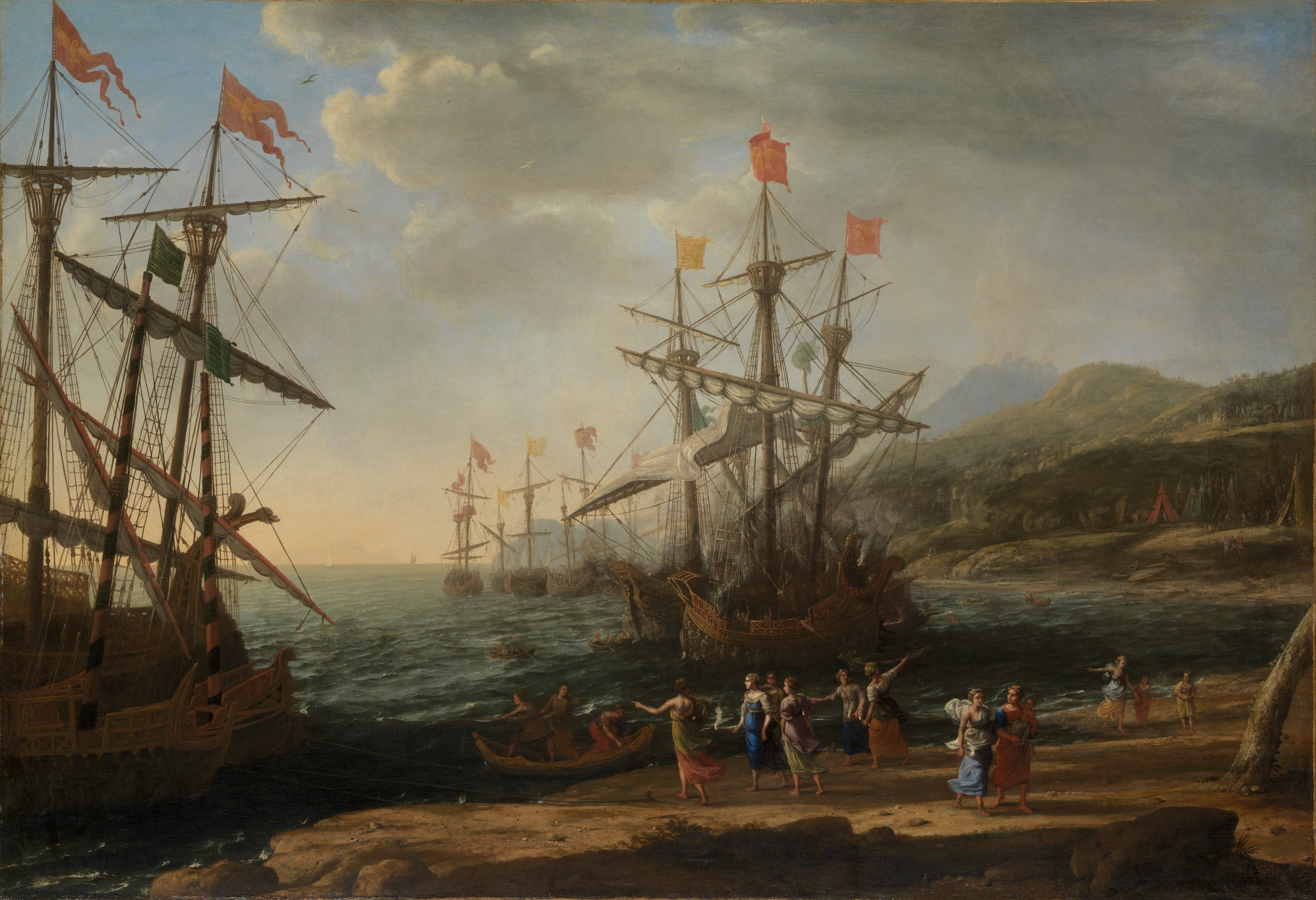
Marina amb les troianes cremant les naus (1643), Metropolitan Museum of Art, Nova York.

Més endavant, va ampliar el seu repertori de la mitologia clàssica a la iconografia cristiana, l'hagiografia i les escenes bíbliques. Tot i així, Lorrain atorgava poca importància al caràcter narratiu de l'obra, que tan sols era un pretext per situar les figures en un ampli panorama, un paisatge disposat a manera d'escenari on les figures —generalment de petita mida— li serveixen per a remarcar la seva visió enaltida de la natura, que amb la seva immensitat absorbeix el drama humà. Als seus quadres la narració tan sols serveix per a donar títol al quadre: prova de la poca importància que concedia a les figures és que molts cops les deixava als seus ajudants, com Filippo Lauri, Jan Miel o Jacques Courtois.
En la seva joventut, seguint les empremtes de Tassi, els seus paisatges van ser agradables i dinàmics, de gènere pastoral, rics en detalls —especialment personatges i animals del món rural. Les obres de major mida les realitzava amb tocs ràpids, mentre que les més petites —generalment en coure— eren més fines d'execució i de caràcter més íntim. En diverses obres es poden reconèixer paratges i localitats existents, el que fa pensar en possibles encàrrecs; en altres, les ruïnes, l'arquitectura, són recreacions fantasioses en un paisatge imaginari. Als seus paisatges, les ruïnes assenyalen la fugacitat del temps, pel que es pot considerar que són un element equiparable al gènere de la vanitas, un record d'allò transitori de la vida, i són un antecedent de l'«estètica de la ruïna» que va florejar durant el romanticisme.
En pocs anys Claude Lorrain es va convertir en un dels més famosos paisatgistes, honorat per sobirans com Urbà VIII i Felip IV: les obres pintades per al monarca espanyol van ser les més monumentals fetes per l'artista fins al moment, i la seva concepció solemne i majestuosa va marcar el punt àlgid en la maduresa de l'artista. En els anys 1640 va rebre la influència de Rafael —a través dels gravats de Marcantonio Raimondi—, especialment en les figures, així com de Carracci i Domenichino, com es denota en les seves obres Paisatge amb Sant Jordi i el drac (1643, Wadsworth Atheneum, Hartford), Paisatge amb Apol·lo custodiant els ramats d'Admet i Mercuri robant-los-hi (1645, Galleria Doria-Pamphili, Roma) i Paisatge amb Agar i l'àngel (1646, National Gallery, Londres).

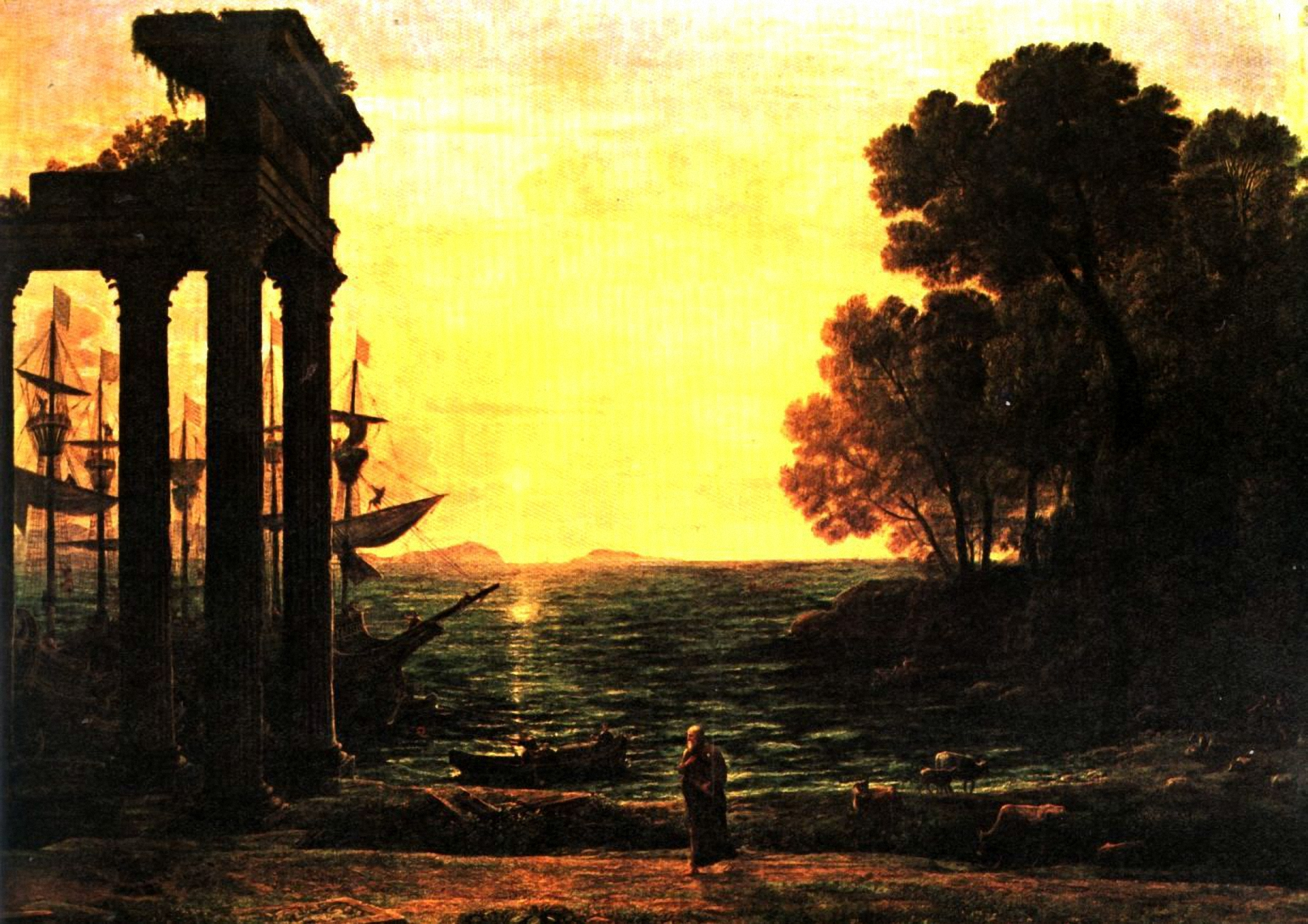
Marina amb Ezequiel plorant sobre les ruïnes de Tir (1667), Col. Duc de Sutherland, Mertoun.

A partir de 1650 va derivar cap a un estil més serè, de caràcter més clàssic, amb una influència més acusada de Domenichino. Les vistes fantàstiques i les composicions pintoresques, les magnífiques albades i capvespres, les figures petites i anecdòtiques d'influència bamboccesca, van deixar lloc a escenes més meditades, on els temes pastorals tenen una més accentuada influència ovidiana. Adquireix un caràcter més escenogràfic, amb una composició més complexa i elaborada, el paisatge s'inspira cada cop més en el camp romà, i troba nous repertoris temàtics en les representacions bíbliques. Utilitza mides més monumentals, en obres com Paisatge amb el Parnàs (1652, National Gallery of Scotland, Edimburg), el major de tota la seva producció (186 x 290 cm); o Paisatge amb Ester entrant en el palau d'Assuer (1659, Col·lecció Comte de Leicester, Holkham Hall), segons Baldinucci «el més bell mai sortit de la seva mà, una opinió compartida pels vertaders coneixedors, no tant per la bellesa del paisatge com per algunes meravelles arquitectòniques que l'adornaven».
Als anys 1660 va abandonar la severitat classicista i es va endinsar en un terreny més personal i subjectiu, que reflectia un concepte de la natura que alguns estudiosos qualifiquen de «romàntic» avant-la-lettre. Durant aquests anys els seus principals mecenes van ser: el duc Lorenzo Onofrio Colonna, per al qual va realitzar obres com Paisatge amb la Fugida a Egipte (1663, Museu Thyssen-Bornemisza, Madrid) i Paisatge amb Psique davant el Palau de l'Amor (1664, National Gallery, Londres); i el príncep Paolo Francesco Falconieri, per al qual va elaborrar Paisatge amb Hermínia i els pastors (1666, Col·lecció Comte de Leicester, Holkham Hall) i Vista de costa amb l'embarcament de Carles i Ubald (1667, Art Gallery of Ontario, Toronto), ambdues escenes del poema èpic Jerusalem alliberada, de Torquato Tasso.
En els darrers vint-i-cinc anys de la seva existència el format monumental segueix en les escenes de l'Antic Testament, mentre que els temes mitològics són reinterpretats amb major senzillesa: l'Eneida va passar a ser la seva principal font d'inspiració, i va originar una sèrie d'obres de gran originalitat i vigor, amb paisatges majestuosos que escenifiquen llocs mítics ja desapareguts: Palanteu, Delfos, Cartago, el Parnàs. La figura humana es redueix, es converteixen quasi en simples marionetes, dominades completament pel paisatge que les envolta. En casos com Paisatge amb Ascani assagetant el cérvol de Sílvia (1682, Ashmolean Museum, Oxford) la petitesa de les figures queda patent al situar-les al costat d'una arquitectura grandiosa que, juntament amb la infinitud del paisatge, les redueix a la insignificança.

### La llum com a element estètic

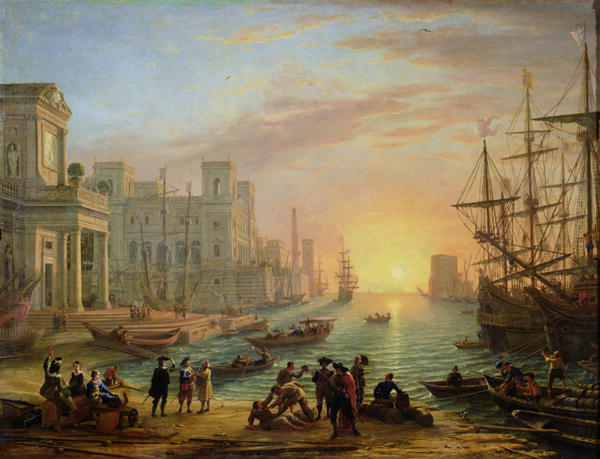
Capvespre en un port (1639), Museu del Louvre, París.

Una de les característiques principals en l'obra de Lorrain és la utilització de la llum, no una llum difusa o artificial com en el naturalisme italià (Caravaggio) o el realisme francès (La Tour, germans Le Nain), sinó una llum directa i natural, provinent del sol, que situa enmig de l'escena, en albades o capvespres que il·luminen amb suavitat totes les parts del quadre, a vegades situant en determinades zones intensos contrasts de llums i ombres, o contrallums que incideixen sobre determinat element per emfatitzar-lo.
Lorrain suposa un punt àlgid en la representació de la llum en la pintura, que adquireix quotes màximes en el Barroc amb artistes com Velázquez, Rembrandt o Vermeer, a part del mateix Claude. En el segle xvii es va arribar al grau màxim de perfecció en la representació pictòrica de la llum, diluint-se la forma tàctil en favor d'una major impressió visual, aconseguida pel fet de donar major importància a la llum, i perdent la forma l'exactitud dels seus contorns. En el Barroc es va estudiar per primer cop la llum com a sistema de composició, articulant-la com a element regulador del quadre: la llum acompleix diverses funcions, como la simbòlica, de modelat i d'il·luminació, i comença a ser dirigida com a element emfàtic, selectiu de la part del quadre que es desitja destacar, pel que cobra major importància la llum artificial, que pot ser manipulada a la lliure voluntat de l'artista.
En el corrent classicista, la utilització de la llum és primordial en la composició del quadre, tot i que amb lleugers matisos segons l'artista. Des dels Incamminati i l'Acadèmia de Bolònia (germans Carracci), el classicisme italià es va escindir en diversos corrents: l'un es va encaminar més cap al decorativisme, amb la utilització de tons clars i superfícies brillants, on la il·luminació s'articula en grans espais lluminosos (Guido Reni, Lanfranco, Guercino); altre es va especialitzar en el paisatgisme i, partint de la influència carracciana —principalment els frescos del Palazzo Aldobrandini—, es va desenvolupar en dues línies paral·leles: la primera es va centrar més en la composició de caràcter clàssic, amb un cert to escenogràfic en la disposició de paisatges i figures (Poussin, Domenichino); l'altra és la representada per Lorrain, amb un component més líric i major preocupació per la representació de la llum, no tan sols com a factor plàstic sinó com a element aglutinador d'una concepció harmònica de l'obra.

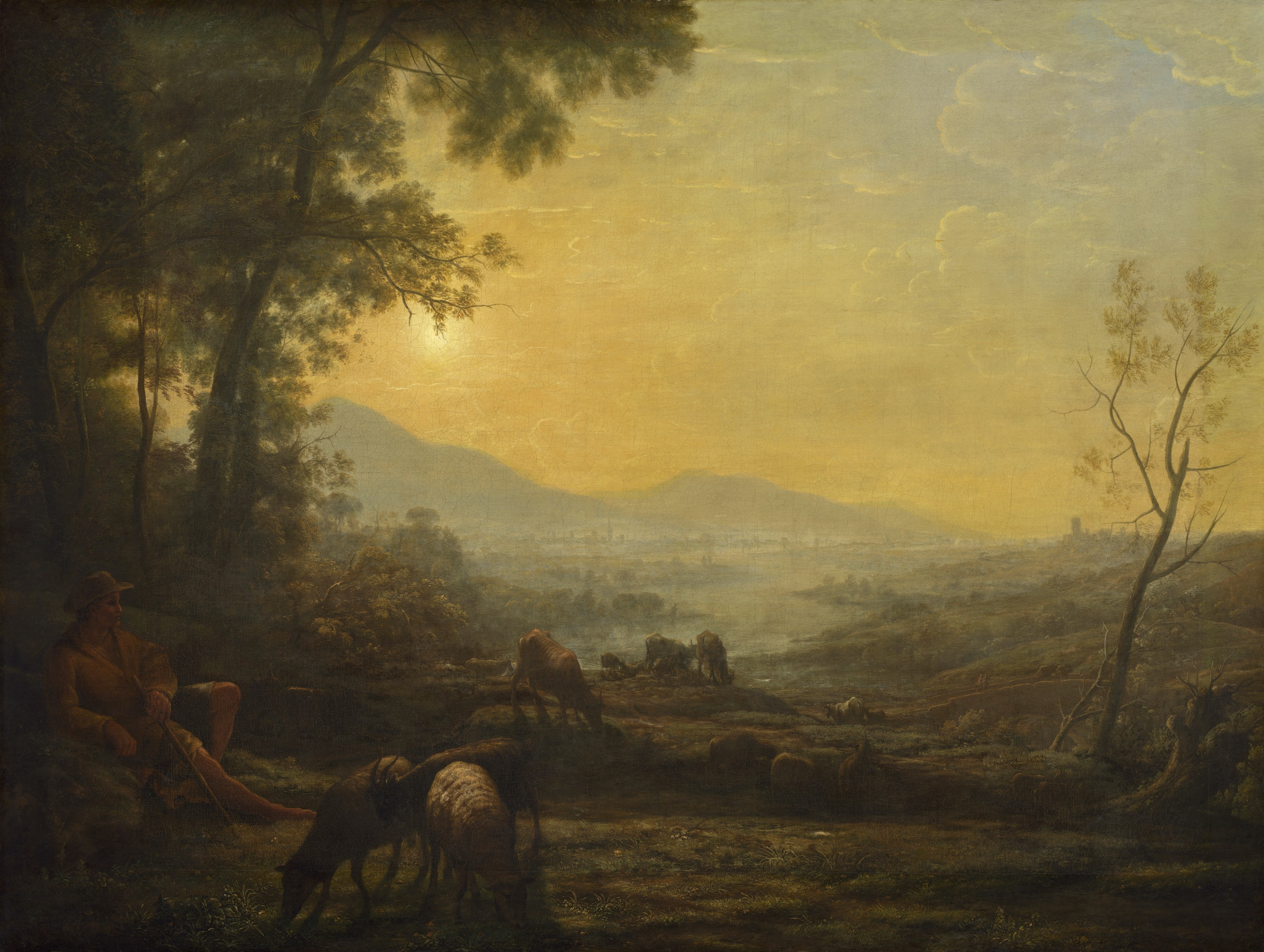
Pastor (1655-1660), National Gallery of Art, Washington, D.C.

Claude destaca el color i la llum sobre la descripció material dels elements, fet que antecedeix en bona part a les investigacions lumíniques de l'impressionisme, en el qual potser incorreria si no fos per la importància que atorga a l'element narratiu del quadre (com a Paisatge amb el desembarcament d'Enees en el Laci, de 1675, Anglesey Abbey, Cambridgeshire; o en Paisatge amb Sant Felip batejant a l'eunuc, de 1678, Col. Vescomte d'Allendale, Northumberland).
Un altre punt innovador en l'obra del lorenès és la presència directa del sol: abans que ell tan sols un pintor europeu, Albrecht Altdorfer, va gosar a situar directament el sol en un quadre, a la seva obra La batalla d'Alexandre a Issos; però en ella és un sol d'aspecte irreal que sembla esclatar en el cel, mentre que Claude mostra per primer cop la llum diàfana del sol, i s'interessa per la seva refracció als núvols i per la qualitat de l'atmosfera. Cap dels seus contemporanis va ser capaç d'obrar com ell: als paisatges de Rembrandt o de Ruysdael la llum té efectes més dramàtics, foradant els núvols o fluint en rajos oblics o horitzontals, però de forma dirigida, la font de la qual pot localitzar-se fàcilment; en canvi, la llum de Lorrain és serena, difusa, al contrari que els artistes de la seva època li atorga major rellevància si cal optar per una determinada solució estilística. El primer quadre del lorenès en el qual apareix el sol és una Marina pintada pel bisbe de Le Mans (1634, Ermitage, Sant Petersburg); a partir d'aquí serà habitual especialment en les escenes en ports, pintades entre 1636 i 1648.
En els quadres de Lorrain el principal protagonista és la llum, a la qual atorga tot el protagonisme, condicionant fins i tot la composició de l'obra que, igual que en Poussin, prové d'una profunda meditació i està concebuda sota uns paràmetres racionalistes. En nombroses ocasions utilitza la línia de l'horitzó com a punt de fuga, i disposa en aquest lloc un focus de claredat que atrau l'espectador, per tal com aquesta lluminositat quasi cegadora actua d'element focalitzador que apropa el fons al primer pla. La llum es difon des del fons del quadre i a l'expandir-se basta per si sola per crear sensació de profunditat, difuminant els contorns i degradant els colors per crear l'espai del quadre. Generalment, Lorrain disposava la composició en plans successius, on gradualment s'anaven difuminant els contorns, fins a perdre's en la lluminositat ambiental, produint una sensació de distància quasi infinita on, en darrera instància, es perd la mirada. Solia introduir el disc solar en marines, en les seves típiques escenes situades en ports, que servien de pretext per a donar acció a la temàtica figurativa; en canvi, els paisatges situats en el camp tenen una llum més difusa, que prové dels costats del quadre i banya l'escena amb suavitat, no tan directament com en els ports.

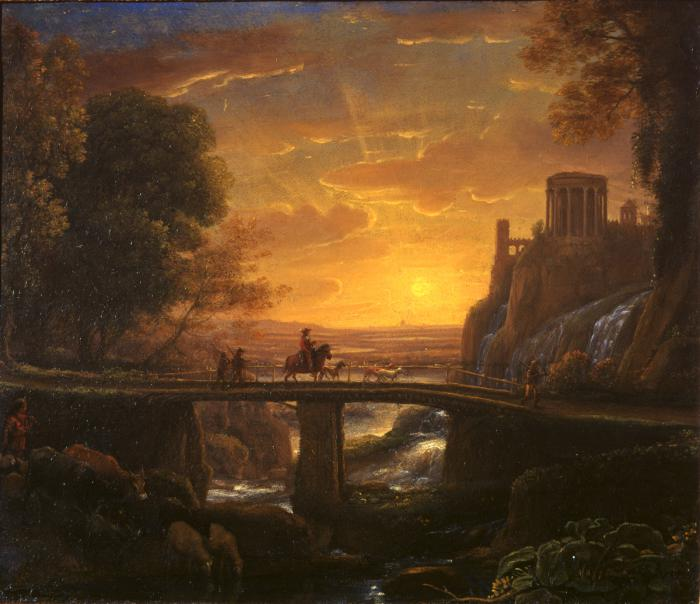
Vista imaginària de Tivoli (1642), Courtauld Institute of Art, Londres.

La llum és l'element que crea l'espai, però al mateix cop és el factor que revela el temps en el quadre, que explicita l'hora del dia, a través de les graduals matisacions del colorit. Lorrain aconsegueix reflectir com ningú les distintes hores del dia, a través d'una subtil variació de les diverses qualitats tonals de la llum matinal i vespertina. Segons l'orientació de la llum podem distingir entre matí i tarda: la llum procedent de l'esquerra significa el matí, amb tons freds pel paisatge i el cel (verd, blau), i l'horitzó entre el blanc i el groc; la llum que ve de la dreta serà la tarda, amb tonalitats càlides i profusió del color burell en el paisatge, així com cels variables que van del rosa a l'ataronjat. Malgrat tot, la seva habilitat en els efectes de llum, la seva sensibilitat per a captar el moment fugaç a qualsevol hora del dia, no s'aconseguí sense el més curós estudi de la realitat natural, tot i que la seva obra no sigui una descripció realista de la natura, sinó una idealització fonamentada en una observació detallada del paisatge.
Lorrain prefereix la llum serena i plàcida del sol, directa o indirecta, però sempre a través d'una il·luminació suau i uniforme, evitant efectes sensacionals com clars de lluna, arcs de Sant Martí o tempestes, que utilitzaven altres paisatgistes de la seva època. El seu referent bàsic en la utilització de la llum és Elsheimer, però es diferencia d'aquest en l'elecció de les fonts lumíniques i dels horaris representats: l'artista alemany preferia els efectes de llum excepcionals, els ambients nocturns, la llum de la lluna o del crepuscle; en canvi, Claude prefereix ambients més naturals, una llum límpida de l'alba o la refulgència d'un càlid ocàs. Tan sols en uns pocs casos apreciem en Lorrain una il·luminació nocturna, en obres com Marina amb Perseu i l'origen del coral (1674, Col·lecció Comte de Leicester, Holkham Hall) o Paisatge amb les temptacions de Sant Antoni Abat (1638, Museu del Prado, Madrid). Altra font d'informació sobre la representació del temps en l'obra de Lorrain són les parelles de pendants, sèries de quadres parejats que l'artista utilitzava amb composicions simètriques, que reben la llum de costats oposats i, per tant, representen el matí i la tarda, amb el sol en ambdós o bé en un tan sols dels quadres.
Per a Lorrain, la llum té igualment un component simbòlic i es tradueix en un distint ambient lumínic per a cada escena que representa: els temes tràgics i heroics estan ambientats en un fresc i serè matí, igual que els temes religiosos; les escenes plàcides i alegres —generalment de tema pastoral— es representen al capvespre, amb intensos colors. Aquest simbolisme es fa especialment patent en el seu cromatisme: el blau representa la divinitat i la serenitat; el vermell, l'amor; el groc, la magnificència; el morat, la submissió; el verd, l'esperança. Per Claude, l'hora matutina i vespertina fan recordar, com cap altra al llarg del dia, l'avanç inexorable del temps. L'obra de Lorrain té un vel nostàlgic que es pot interpretar com una manifestació d'una enyorança elegíaca pel passat esplendorós de l'antiguitat greco-llatina, el ressò d'una Arcàdia enyorada, d'una primitiva Edat d'Or serena i refinada. Claude atorgava més rellevància al sentiment poètic de l'obra que als efectes pictòrics, malgrat tenir una gran capacitat de percepció que li feia plasmar com ningú les qualitats de la natura, reflectint així una completa harmonia entre l'home i la natura, tot i que amb un cert to nostàlgic, com si fos conscient de l'efímer de tanta perfecció. Tanmateix, lligava el món clàssic mitològic amb les idees de pau, ordre i equilibri que transmet la religió, combinant els ideals pagans i els preceptes cristians en una sintètica visió humanística, reflectida en un ideal d'harmonia universal. En la seva obra estan absents la mort i el pecat, així com les traces catastròfiques de la natura, per crear un món harmònic i serè, en què tot doni una sensació de tranquil·litat i placidesa.

## Tècnica

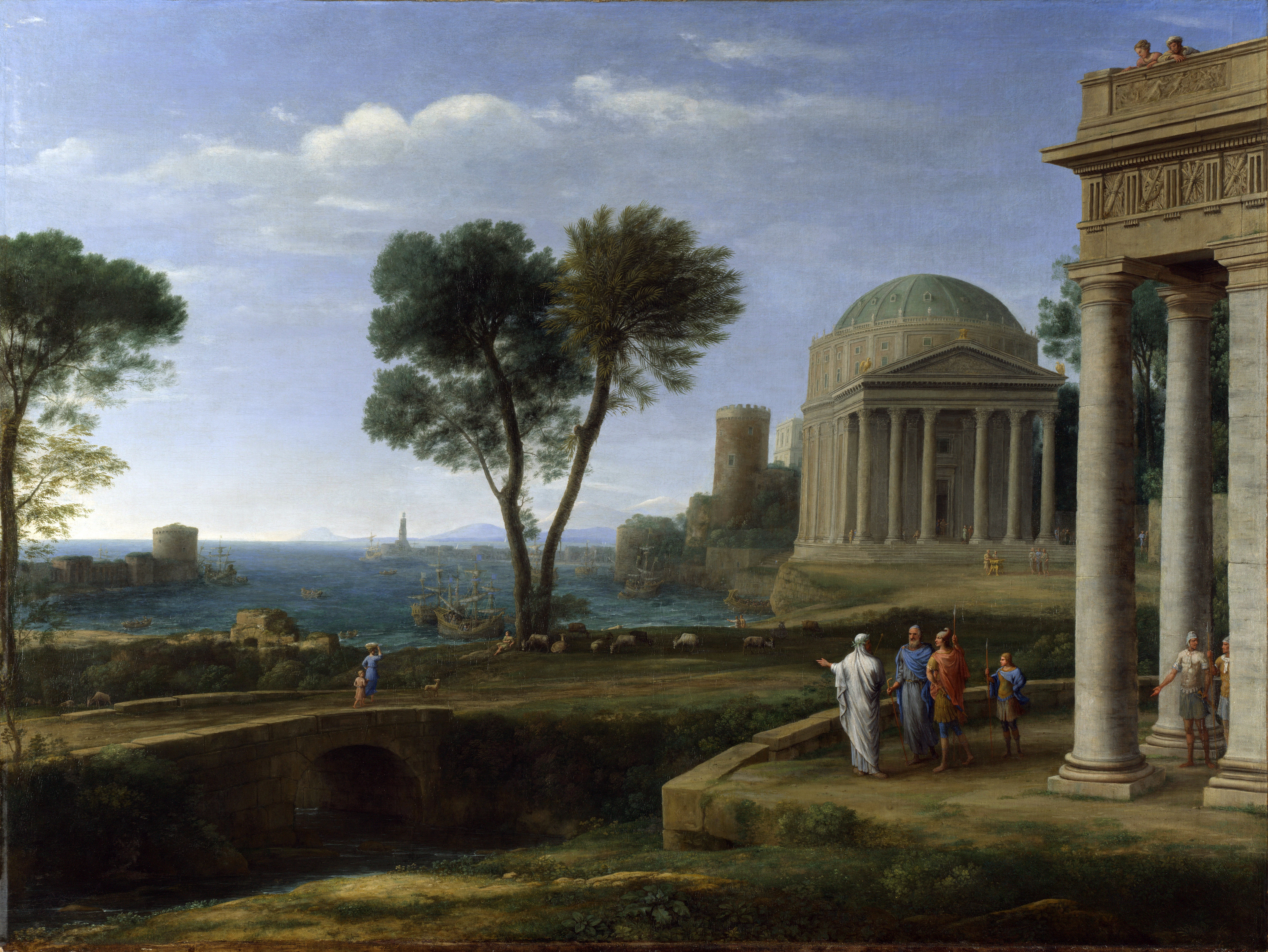
Paisatge amb Enees a Delos (1671-1672), National Gallery de Londres.

La tècnica de Claude Lorrain es basa en l'observació directa de la natura: es llevava a primera hora del matí i se n'anava al camp, on romania a vegades fins a l'arribada de la nit. Allí prenia apunts, esbossos a llapis, i de tornada al taller passava les seves troballes al quadre. La tècnica més emprada per Lorrain és el dibuix a ploma o a l'aiguada, sovint sobre un ràpid esbós realitzat a la pedra negra. Per als seus dibuixos utilitzava sovint papers entintats, sobretot en color blau. Claude era un dibuixant de traç espontani, al qui agradaven els efectes immediats del pinzell sobre el paper. Treballava amb tota mena de tècnica: ploma i tinta diluïda, aiguada, carbonet, sanguina, generalment sobre paper blanc, blau o vermell. Un cop consolidada la seva carrera, l'èxit de la seva producció li va permetre treballar amb materials valiosos, com el blau ultramar extret del lapislàtzuli, no disponible per a qualsevol artista.
Va abandonar la pintura al fresc en benefici de l'oli, ja que aquesta tècnica li permetia expressar més eficaçment les qualitats estètiques de la llum sobre l'atmosfera. La seva obra es basa en una curosa execució, de gran detallisme gràcies a una pinzellada compacta, rica en matèria cromàtica, on s'adverteix la traça del pinzell malgrat un alt grau de poliment. Dominava a la perfecció la tonalitat, on destaca la il·luminació del color en infinites gammes, creant una perspectiva aèria per superposició de plans que sempre estan dissimulats pel virtuosisme en el detall, el que dona mostra de la seva mestria en la composició i en l'execució cromàtica.
El seu quadre prototípic semblava un escenari on l'artista hagués disposat amb cura tots els elements indispensables per una representació dramàtica: les bambalines situades a ambdós costats del quadre introdueixen a l'espectador per un escenari on, malgrat el complement narratiu format per les figures que es mouen per l'escenari, destaca especialment l'alba o el capvespre, que es tornen en els diferents actes de la representació teatral. Com un escenògraf, la seva feina consistia a canviar els decorats i la situació de les figures. La seva composició solia incloure una coulisse als laterals, generalment de to més fosc, que projectava una ombra sobre la part davantera del quadre, un pla mitjà on situava el motiu principal i, al fons, dos plans consecutius, on el segon li servia per a situar el fons lumínic que seria tan característic de la seva obra.
La composició podia variar en funció de les dimensions del quadre: quant més ample, més complexa és la composició escènica i l'espai més diàfan, amb un ampli angle visual, un primer pla de gran profunditat i un fons compost en diversos plans; en canvi, una obra més petita té un primer pla més proper, els detalls i les figures ocupen més espai, el fons és més simple i està ocupat per un espai lliure a una part i una arquitectura que tanca la vista a l'altra. A partir d'aquests elements Claude realitzava una mise en scène distribuint els diversos motius que jalonen les seves obres en una infinita gamma de possibilitats.
Generalment realitzava de quatre a vuit dibuixos preliminars, on dissenyava la composició de la pintura. A vegades emprava un quadriculat per a regular l'exactitud de les proporcions. Un cop en el quadre, calculava cada línia i establia els límits de les formes i volums, així com la posició de les figures i altres elements de l'obra, tot segons proporcions geomètriques —especialment mitjançant la utilització de la secció àuria—, sovint subdividint l'amplada i l'alçada en terços i quarts. En general, en les seves composicions establia en primer lloc la línia de l'horitzó, que solia situar a dos cinquens d'altura del llenç. La disposició solia ser ortogonal, amb el punt de fuga a l'horitzó, on generalment se situa el sol, que sovint és l'eix de la composició, ja que la difracció dels seus raigs defineix l'espai i assenyala els distints plans en què es divideix l'obra. Aquesta alternança de plans, marcant simètricament la composició per etapes, recorda el mètode utilitzat per Poussin; tot i així, els seus mètodes compositius eren distints: així com Poussin componia els seus quadres a partir d'un espai cúbic buit, amb objectes que van retrocedint per etapes ben delimitades, Claude recreava un espai més lliure i dinàmic, procurant dirigir la mirada de l'espectador cap a l'infinit, on situava un horitzó d'ampla traça.

## Repercussió de l'obra de Lorrain
En el context de la pintura de paisatge europea, Lorrain representa un paper essencial: mentre que els pintors holandesos expressaven la bellesa de la seva terra partint de principis realistes, ell va crear un llenguatge renovador a partir dels conceptes ideals del classicisme francès —amb origen en l'escola bolonyesa— i de les innovacions paisatgístiques dels pintors nòrdics, amb un gran sentit líric de la natura. Malgrat això, els paisatges de Lorrain estan profundament allunyats dels holandesos: els àmbits nòrdics, per les peculiaritats de la seva climatologia —cels nuvolosos i llums difuses i variables—, són diferents del món mediterrani, més uniforme en les seves variacions, més serè i plàcid. L'evolució artística de Lorrain va ser uniforme, amb unes clares influències però amb una forta empremta personal, que va caracteritzar el seu estil com un dels més originals de la pintura de paisatge.
Claude va portar al seu punt més àlgid l'estudi de la llum i l'atmosfera com a vehicles d'expressió compositiva. La seva fórmula va tenir un èxit immediat, constatat pel fet que ja en vida va tenir imitadors i, tot i que tan sols tingué un deixeble, Angeluccio, el seu estil va crear escola dins del classicisme francès i va influir a artistes com Gaspard Dughet, Jean Lemaire, Francisque Millet, Étienne Allegrain, Jacques Rousseau o Pierre Patel. Fora de l'ambient classicista, els paisatges de Lorrain van ser molt admirats a Flandes i als Països Baixos, i van inspirar a artistes com Jan van Goyen, Jacob Van Ruysdael, Jan Frans van Bloemen, Adriaen Frans Boudewyns i Pieter Nicolaes Spierinckx. A Espanya, els quadres per al Buen Retiro van influir en Juan Bautista Martínez del Mazo i Benito Manuel Agüero i, més endavant, en Antonio Palomino, Jerónimo Ezquerra i els germans Bayeu (Francisco, Manuel i Ramón).
La seva influència va perdurar en el segle xviii, sobretot a França (Claude Joseph Vernet, Jean-Antoine Watteau, Hubert Robert) i, especialment, el Regne Unit, on va inspirar a artistes com Joshua Reynolds, John Constable, Richard Wilson i Joseph Mallord William Turner. Constable va arribar a dir d'ell que «pot considerar-se'l amb tot mereixement com el paisatgista més il·lustre que el món ha vist mai». Turner fou un dels majors entusiastes de Claude i, en el seu quadre Dido construeix Cartago, o l'auge del regne cartaginès (1815), va realitzar una composició quasi idèntica a les més típiques de Lorrain; l'artista anglès va donar aquest quadre a la National Gallery amb la condició de què fos penjat al costat del Port amb l'embarcament de la Reina de Saba de Lorrain. Existeix una anècdota segons la qual quan Turner va veure per primer cop l'obra de Claude va trencar a plorar i, quan li van preguntar pel motiu de la seva aflicció, va respondre: «Perquè mai seré capaç de pintar quelcom semblant».
A Anglaterra, la influència de Lorrain va arribar fins i tot al terreny de la jardineria i nombrosos jardins van ser projectats d'acord amb la visió romàntica i bucòlica de les obres de Claude, amb un marcat accent pintoresc, on juntament amb elements naturals es col·locaven arquitectures o ruïnes —generalment realitzades ex profeso— per a recrear atmosferes evocadores d'un passat esplendorós. En aquest país es troben la majoria d'obres de l'artista lorenès, tant en museus públics (Galeries Nacionals de Londres, Cardiff, Dublín i Edimburg) com en col·leccions privades, entre les quals destaca la del Comte de Leicester a Holkham Hall, Norfolk. Les obres de Claude van tenir una forta demanda entre la noblesa anglesa, fins al punt de què el 1808 la venda de dos quadres del lorenès (els famosos Altieri) va assolir el rècord fins llavors per unes obres d'art, 12 000 guinees.
En el segle xix la seva influència es va albirar en paisatgistes com Camille Corot, Charles-François Daubigny, Théodore Rousseau i Hans Thoma, mentres que les seves investigacions en el terreny de la llum van tenir ressò en l'impressionisme. El 1837 es va publicar per primer cop el catàleg complet de la seva obra, en Catalogue Raisonné of the Works of the Most Eminent Dutch, Flemish and French Painters, de John Smith. En darrer lloc, àdhuc en el segle xx es veu l'empremta loreniana en un quadre de Salvador Dalí, La mà de Dalí aixecant un vel d'or en forma de núvol per a mostrar a Gal·la l'aurora nua, molt lluny darrere del sol (1977), versió surrealista del quadre de Lorrain El port d'Òstia amb l'embarcament de Santa Paula Romana, realitzat en dues teles per a oferir una visió estereoscòpica.
Tot i que la figura de Lorrain gaudeix d'un gran prestigi en la història de l'art i ha sigut valorada per crítics i historiadors, la seva obra no ha estat exempta de crítica: Roger de Piles va manifestar que mostrava «insipidesa i una elecció mediocre de la majoria dels seus paisatges» (Cours de peinture par principes avec une balance des peintres, 1708); per a Pierre-Jean Mariette «no ha sigut feliç ni en l'elecció de les formes ni en la dels paisatges, que semblen massa uniformes i massa repetits en les seves composicions» (Abécédaire, 1719-1774); i John Ruskin va exclamar que «Com podia ser tan mediocre la seva capacitat? […] Per exquisida que hagi pogut ser l'atracció instintiva de Claude per l'error, ni tan sols va tenir la suficient força de caràcter per escometre almenys errors originals» (Modern Painters, 1856).
Malgrat això, avui dia es tendeix a valorar l'obra de l'artista lorenès com una gran fita dins de la pintura de paisatge, que antecedeix en gran manera al paisatgisme romàntic, al mateix temps que la seva utilització de la llum es considera que obre un referent cap a l'impressionisme. Per a Claire Pace, «cada generació retroba en Lorrain la imatge de la seva pròpia personalitat» (Claude the Enchanted. Interpretations of Claude in England in the Earlier Nineteenth Century, 1969). Eugeni d'Ors va declarar que les obres de Lorrain «guarden una tremolor subtil de romanticisme; i és clar, genèticament, es pot reconstruir (amb la cadena Claude-Constable-Turner-els impressionistes) quant ràpidament es recorre el pla inclinat que porta cap al naturalisme tota pintura de pur paisatge» (Tres hores en el Museu del Prado, 1951). Segons Pierre Francastel, és «un dels grans lírics de la pintura, un dels grans poetes de la civilització moderna», i «rares vegades es troba en la història a un artista que mostri amb major grau el poder del geni». I segons Juan José Luna, conservador del Museu del Prado, «enmig d'aquest ambient [la pintura de paisatge en el segle XVII] sorgeix la inigualable figura de Claudi de Lorena, dotada d'uns principis estètics que definiran tota una fase de la història de la pintura de paisatge, la força de la qual es projecta a través dels segles fins avui».

## Obra seleccionada

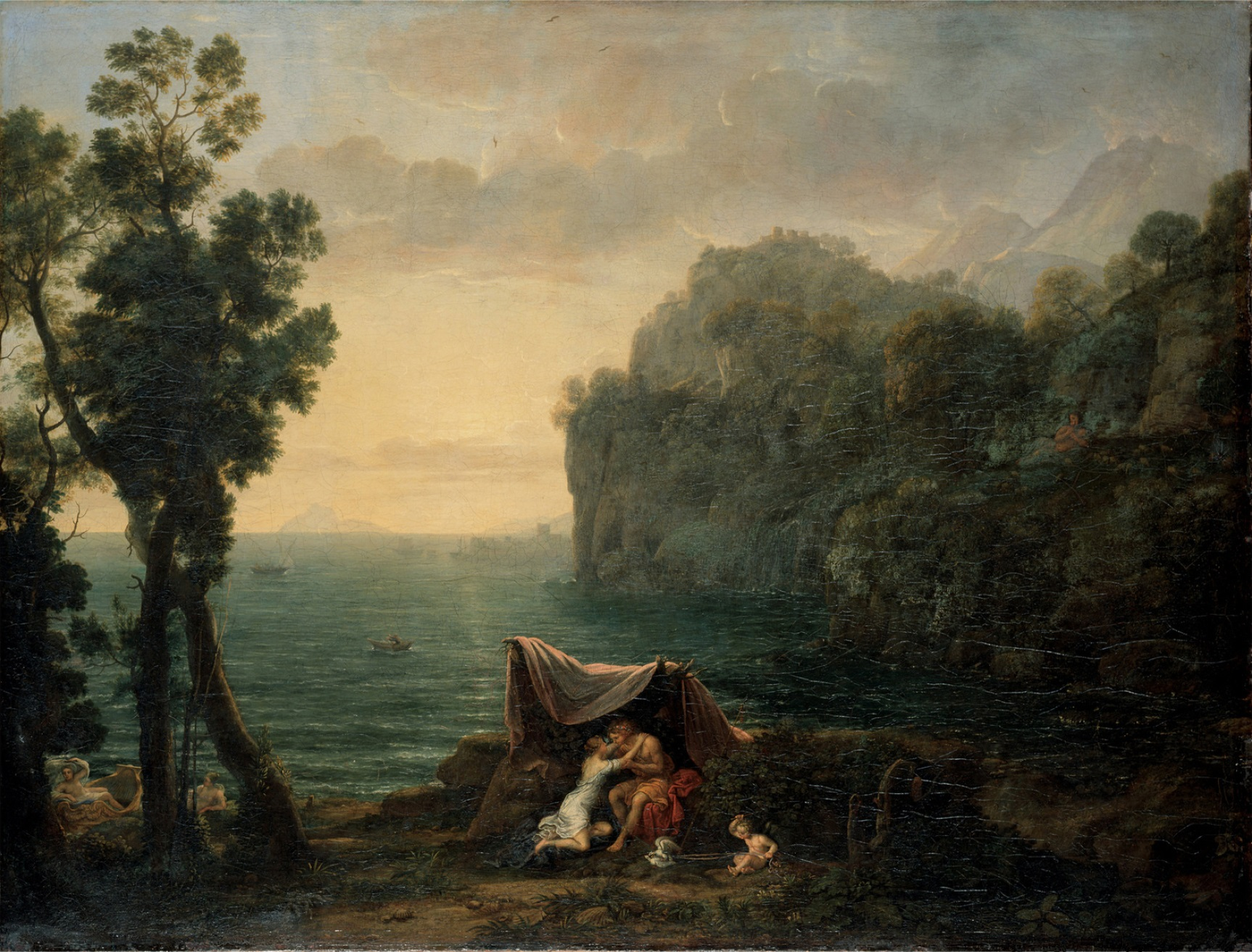
Paisatge amb Acis i Galatea (1657), Gemäldegalerie Alte Meister, Dresde.

- Paisatge amb mercaders (1630), oli sobre llenç, 97,2 x 143,6 cm, National Gallery of Art, Washington.
- El molí (1631), oli sobre llenç, 62 x 85 cm, Museum of Fine Arts, Boston.
- La sortida del ramat (1636-37), oli sobre llenç, 98 X 130 cm, Museu del Prado, Madrid.
- Paisatge amb Sant Onofre (1636-38), oli sobre llenç, 158 x 237 cm, Museu del Prado, Madrid.
- Paisatge amb Santa Maria de Cervelló (1636-38), oli sobre llenç, 162 x 241 cm, Museu del Prado, Madrid.
- Paisatge amb les temptacions de Sant Antoni Abat (1636-38), oli sobre llenç, 159 X 239 cm, Museu del Prado, Madrid.
- Port amb la Villa Medici (1637), oli sobre llenç, 102 x 133 cm, Galleria degli Uffizi, Florència.
- Paisatge amb Moisès salvat de les aigües del Nil (1639), oli sobre llenç, 209 x 138 cm, Museu del Prado, Madrid.
- Paisatge amb l'enterrament de Santa Seràpia  (1639), oli sobre llenç, 212 x 145 cm, Museu del Prado, Madrid.
- Paisatge amb l'embarcament en Òstia de Santa Paula Romana (1639), oli sobre llenç, 211 x 145 cm, Museu del Prado, Madrid.
- Paisatge amb Tobies i l'Arcàngel Rafael (1639), oli sobre llenç, 211 X 145 cm, Museu del Prado, Madrid.
- Vista del Monte Mario sobre la vall del Tíber (1640), pinzell, 18,5 x 28,6 cm, Museu Britànic, Londres.
- Port amb Helíades afligides (1640), oli sobre llenç, 125,5 x 175,5 cm, Wallraf-Richartz Museum, Colònia.
- Port amb l'embarcament de Santa Úrsula (1641), oli sobre llenç, 113 x 149 cm, National Gallery de Londres.
- Port amb el desembarcament de Cleopatra a Tars (1642-43), oli sobre llenç, 119 x 170 cm, Musée du Louvre, París.
- Paisatge costaner italià (1642), oli sobre llenç, 97 x 131 cm, Staatliche Museen, Berlín.
- Paisatge imaginari de Tivoli (1642), oli sobre coure, 21,6 x 25,7 cm, Courtauld Institute Galleries, Londres.
- Marina amb les troianes cremant les naus (1643), oli sobre llenç, 105 x 152 cm, Metropolitan Museum, Nova York.
- Paisatge amb Samuel consagrant a David rei d'Israel (1643), oli sobre llenç, 119 x 150 cm, Museu del Louvre, París.
- Port al capvespre (1643), oli sobre llenç, 74 x 99 cm, Royal Collection, Windsor.
- Paisatge campestre amb el Pont Milvi (1645), oli sobre llenç, 74 x 97 cm, City Art Gallery, Birmingham.
- Paisatge amb Cèfal i Procris reunits per Diana (1645), oli sobre llenç, 102 x 132 cm, National Gallery, Londres.
- Paisatge amb Apol·lo custodiant els ramats d'Admet i Mercuri robant-los-hi (1645), oli sobre llenç, 55 x 45 cm, Galleria Doria-Pamphili, Roma.
- Paisatge amb pastors (1645-46), oli sobre llenç, 68,8 x 91 cm, Szépművészeti Múzeum, Budapest.
- Marina amb Apol·lo i la Sibil·la de Cumes (1645-50), oli sobre llenç, 99,5 x 127 cm, Museu de l'Hermitage, Sant Petersburg.
- Port amb la partida d'Ulisses de la terra dels Feacis (1646), oli sobre llenç, 119 x 150 cm, Musée du Louvre, París.
- Port amb Ulisses restituint a Criseida al seu pare (1648), oli sobre llenç, 119 x 150 cm, Musée du Louvre, París.
- Paisatge amb les noces d'Isaac i Rebeca (1648), oli sobre llenç, 149 x 197 cm, National Gallery, Londres.
- Port amb l'embarcament de la Reina de Saba (1648), oli sobre llenç, 148 x 194 cm, National Gallery, Londres.
- Paisatge amb Paris i Enone (1648), oli sobre llenç, 119 x 150 cm, Musée du Louvre, París.
- Paisatge amb Apol·lo i les muses (1652), oli sobre llenç, 186 x 290 cm, National Gallery of Scotland, Edimburg.
- Marina amb el rapte d'Europa (1655), oli sobre llenç, 100 x 137 cm, Museu Puixkin, Moscou.
- Paisatge amb Ariadna i Bacus a Naxos (1656), oli sobre llenç, 77,5 x 103 cm, Arnot Art Museum, Elmira (Nova York).
- Paisatge amb Acis i Galatea (1657), oli sobre llenç, 100 x 135 cm, Gemäldegalerie Alte Meister, Dresde.
- Paisatge amb la metamorfosi del pastor Àpul (1657), oli sobre llenç, 100 x 132 cm, Col. Duc de Sutherland, Mertoun, Roxburghshire.
- Abisai, Sabotai i Banaies porten aigua a David, que es troba en la caverna Odollan (1658), oli sobre llenç, 112 x 185 cm, National Gallery, Londres.
- Paisatge amb descans en la fugida a Egipte (1663), oli sobre llenç, 193 x 147 cm, Museu Thyssen-Bornemisza, Madrid.
- Paisatge amb Psique en l'exterior del palau de Cupido (1664), oli sobre llenç, 87 x 151 cm, National Gallery, Londres.
- Paisatge amb Hermínia i els pastors (1666), oli sobre llenç, 92,5 x 137 cm, Col. Comte de Leicester, Holkham Hall, Norfolk.
- Paisatge amb Abraham expulsant a Agar i Ismael (1668), oli sobre llenç, 107 x 140 cm, Alte Pinakothek, Múnic.
- Paisatge amb la nimfa Egèria plorant a Numa (1669), oli sobre llenç, 157 x 199 cm, Museo Nazionale Capodimonte, Nàpols.
- Paisatge nocturn amb la lluita de Jacob i l'àngel (1672), oli sobre llenç, 116 x 159 cm, Museu de l'Hermitage, Sant Petersburg.
- Paisatge amb Enees a Delos (1672), oli sobre llenç, 100 x 134 cm, National Gallery, Londres.
- Vista de Delfos amb una processó (1673), oli sobre llenç, 101,7 x 127,3 cm, Art Institute of Chicago.
- Paisatge amb el desembarcament d'Enees en el Laci (1673), oli sobre llenç, 175 x 224 cm, Anglesey Abbey, Cambridgeshire.
- Marina amb Perseu i l'origen del coral (1674), oli sobre llenç, 100 x 127 cm, Col. Comte de Leicester, Holkham Hall, Norfolk.
- Port a l'alba (1674), oli sobre llenç, 72 x 96 cm, Alte Pinakothek, Múnic.
- Paisatge amb el pare de Psique sacrificant en el temple d'Apol·lo (1675), oli sobre llenç, 174 x 220 cm, Anglesey Abbey, Cambridgeshire.
- Vista de Cartago amb Dido i Enees sortint a caçar (1676), oli sobre llenç, 120 x 149,2 cm, Kunsthalle, Hamburg.
- Paisatge amb Sant Felip batejant a l'eunuc (1678), oli sobre llenç, 84,5 x 140,5 cm, Col. Vescomte d'Allendale, Northumberland.
- Apol·lo i les Muses al Mont Helió (Parnàs) (1680), oli sobre llenç, 98 x 135 cm, Museum of Fine Arts, Boston.
- Paisatge amb Noli Me Tangere (1681), oli sobre llenç, 84,5 x 141 cm, Städelsches Kunstinstitut, Frankfurt am Main.
- Paisatge amb el Crist jardiner (1681), oli sobre llenç, 84,5 x 141 cm, Städelsches Kunstinstitut, Frankfurt am Main.
- Paisatge amb Ascani assagetant el cérvol de Sílvia (1682), oli sobre llenç, 120 x 150 cm, Ashmolean Museum, Oxford.